# Aeroportul Ilebo
Aeroportul Ilebo (IATA: PFR, ICAO: FZVS) este un aeroport din Ilebo, Provincia Kasaï, Republica Democratică Congo.
Situat la o altitudine de 442 m, aeroportul dispune de o singură pistă.